# San Juan Bautista (Acín)

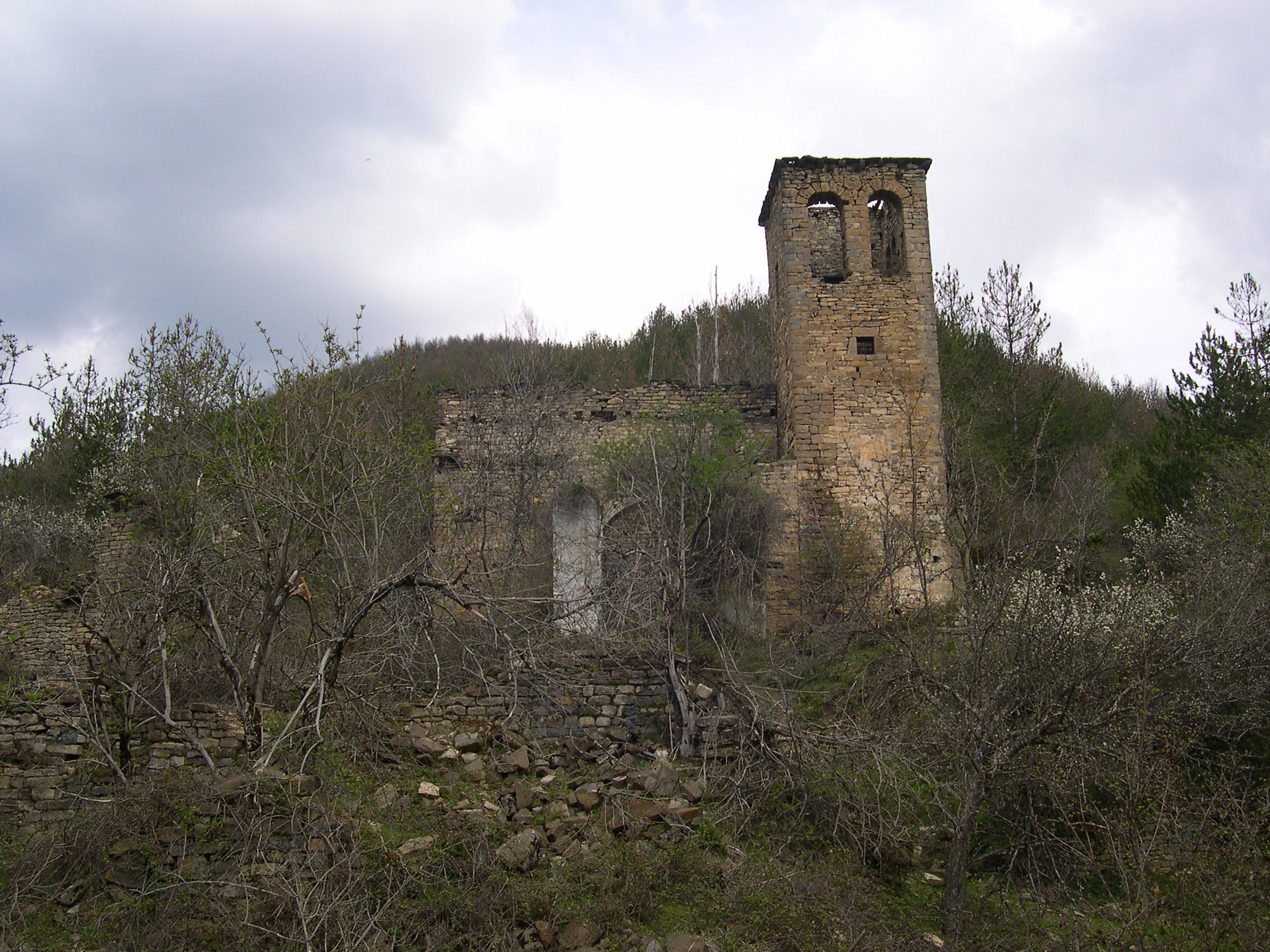
Kirche San Juan Bautista

Die römisch-katholische Pfarrkirche San Juan Bautista in Acín, einem Ortsteil der Gemeinde Jaca in der spanischen Provinz Huesca der Autonomen Gemeinschaft Aragonien, wurde im 12./13. Jahrhundert errichtet.

## Architektur
Die romanische Kirche ist Johannes dem Täufer geweiht. Sie besitzt ein Kirchenschiff und einen halbrunden Chor, der Turm wurde im 17. Jahrhundert hinzugefügt. Das Dach des Kirchenschiffs ist zerstört, und das Gebäude ist dem Verfall preisgegeben.